# Sandro Lauper
Sandro Lauper (Oberdiessbach, Bern kanton, 1996. október 25. –) svájci korosztályos válogatott labdarúgó, a Young Boys középpályása.

## Pályafutása

### Klubcsapatokban
Sandro Lauper a svájci Oberdiessbachban született. Az ifjúsági pályafutását a Young Boys csapatában kezdte, majd 2015-ben a Thun akadémiájánál folytatta.
2016-ban mutatkozott be a Thun első osztályban szereplő felnőtt csapatában. Először a 2015. július 26-ai, Lugano elleni mérkőzésen lépett pályára. Első gólját 2017. február 25-én, a Vaduz ellen szerezte.
2018. július 1-jén a Young Boys együtteséhez szerződött.

### A válogatottban
2016-ban debütált a svájci U21-es válogatottban. Először a 2016. november 10-ei, Oroszország elleni barátságos mérkőzésen lépett pályára.

## Statisztika
2023. április 30. szerint.
| Klub       | Szezon   | Bajnokság    | Bajnokság | Bajnokság | Kupa  | Kupa  | Nemzetközi | Nemzetközi | Összesen | Összesen |
| Klub       | Szezon   | Bajnokság    | Mérk.     | Gólok     | Mérk. | Gólok | Mérk.      | Gólok      | Mérk.    | Gólok    |
| ---------- | -------- | ------------ | --------- | --------- | ----- | ----- | ---------- | ---------- | -------- | -------- |
| Thun       | 2015–16  | Super League | 6         | 0         | 1     | 0     | 0          | 0          | 7        | 0        |
| Thun       | 2016–17  | Super League | 26        | 1         | 0     | 0     | 0          | 0          | 26       | 1        |
| Thun       | 2017–18  | Super League | 33        | 3         | 2     | 0     | 0          | 0          | 35       | 3        |
| Thun       | Összesen | Összesen     | 65        | 4         | 3     | 0     | 0          | 0          | 68       | 4        |
| Young Boys | 2018–19  | Super League | 28        | 1         | 2     | 0     | 5          | 0          | 35       | 1        |
| Young Boys | 2020–21  | Super League | 20        | 4         | 1     | 0     | 4          | 0          | 25       | 4        |
| Young Boys | 2021–22  | Super League | 27        | 0         | 1     | 0     | 9          | 0          | 37       | 0        |
| Young Boys | 2022–23  | Super League | 15        | 2         | 3     | 1     | 0          | 0          | 18       | 3        |
| Young Boys | Összesen | Összesen     | 90        | 7         | 7     | 1     | 18         | 0          | 115      | 8        |
| Összesen   | Összesen | Összesen     | 155       | 11        | 10    | 1     | 18         | 0          | 183      | 12       |

## Sikerei, díjai
Young Boys
- Super League
  - Bajnok (4): 2018–19, 2019–20, 2020–21, 2022–23
- Svájci Kupa
  - Győztes (2): 2019–20, 2022–23